# Ruth Lawrence
Ruth Elke Lawrence-Neimark (en hebreu: רות אלקה לורנס-נאימרק‎; Brighton, Regne Unit, 2 d'agost de 1971) és una matemàtica britànica-israeliana, professora associada de matemàtiques a l'Institut Einstein de Matemàtiques de la Universitat Hebrea de Jerusalem i investigadora en teoria de nusos i en topologia algebraica. Fora del món acadèmic, és coneguda per haver estat una nena prodigi en matemàtiques.

## Infància
Ruth Lawrence va néixer a Brighton, Anglaterra. Els seus pares, Harry Lawrence i Sylvia Greybourne, eren tots dos consultors en informàtica. Quan Lawrence tenia cinc anys, el seu pare va abandonar el seu treball per poder educar-la a la llar.

## Formació
Als nou anys, Lawrence va obtenir el nivell O en matemàtiques, marcant un nou rècord d'edat (superat l'any 2001 per Arran Fernandez, que va aprovar els exàmens de matemàtiques del GCSE als cinc anys). També als nou anys va obtenir un excel·lent en el nivell A de matemàtica pura.
Al 1981, Lawrence va superar l'examen d'accés en matemàtiques de la Universitat d'Oxford, i es va unir al St Hugh's College l'any 1983, als dotze anys.
A Oxford, el seu pare va continuar activament involucrat a la seva educació, acompanyant-la a totes les classes i a algunes tutories. Lawrence va completar el grau en dos anys, en lloc dels tres anys habituals, i es va graduar al 1985 als tretze anys amb un starred first i una menció especial. Va atreure notablement la premsa en convertir-se en la persona britànica més jove a obtenir un first-class degree, i la més jove a graduar-se a Oxford en l'època moderna.
Lawrence va continuar la seva educació amb un segon títol en física l'any 1986 i un doctorat en matemàtiques a Oxford al juny de 1989, als 17 anys. La seva tesi duia com a títol Homology representations of braid groups i el seu director de tesi va ser Michael Atiyah.

## Carrera acadèmica
Lawrence i el seu pare es van traslladar als Estats Units per a la seva primera plaça acadèmica, a la Universitat Harvard, on es va convertir en junior fellow l'any 1990, als 19 anys. Al 1993, es va traslladar a la Universitat de Michigan, on es va convertir en professora associada l'any 1997.
Al 1998, Lawrence es va casar amb Ariyeh Neimark, un matemàtic de la Universitat Hebrea de Jerusalem, i va adoptar el nom Ruth Lawrence-Neimark. A l'any següent, es va traslladar a Israel amb ell i va acceptar un lloc de professora associada de matemàtiques en l'Institut Einstein de Matemàtiques, part de la Universitat Hebrea de Jerusalem.

## Recerca
Un article de Lawrence de 1990, «Homological representations of the Hecke algebra», a la revista Communications in Mathematical Physics, va introduir, entre altres coses, noves representacions lineals del grup de trenes, conegudes com a representacions de Lawrence-Krammer. En articles publicats en els anys 2000 i 2001, Daan Krammer i Stephen Bigelow van establir la fidelitat de la representació de Lawrence. Aquest resultat es resumeix en la frase «els grups de trenes són lineals».

## Premis i reconeixements
L'any 2012, es va convertir en fellow de la Societat Americana de Matemàtiques.

## Publicacions destacades
- Lawrence, R.J., An explicit symmetric DGLA model of a triangle, joint with Itay Griniasty (2018)
- Lawrence, R.J., A formula for topology/deformations and its significance,joint with Dennis Sullivan Fonamenta Mathematica 225 (2014) 229-242.
- Lawrence, R.J., Homological representations of the Hecke algebra, Communications in Mathematical Physics, V 135, N 1, pp 141–191 (1990).
- Lawrence, R. and Zagier, D., Modular forms and quantum invariants of 3-manifolds. Asian Journal of Mathematics, V 3, N 1, pp 93–108 (1999).
- Lawrence, R. and Rozansky, L., Witten–Reshetikhin–Turaev Invariants of Seifert Manifolds. Communications in Mathematical Physics, V. 205, N 2, pàg. 287–314 (1999).